# Nesiotinus demersus
Nesiotinus demersus är en insektsart som beskrevs av Kellogg 1903. Nesiotinus demersus ingår i släktet Nesiotinus och familjen fjäderlöss. Inga underarter finns listade i Catalogue of Life.